# Åmsjön
Åmsjön är en sjö i Härnösands kommun i Ångermanland och ingår i Ångermanälven-Gådeåns kustområde. Sjön har en area på 0,513 kvadratkilometer och ligger 32 meter över havet. Sjön avvattnas av vattendraget Furuhultsån (Seljeån).

## Delavrinningsområde
Åmsjön ingår i det delavrinningsområde (695705-160381) som SMHI kallar för Utloppet av Åmsjön. Medelhöjden är 49 meter över havet och ytan är 2,83 kvadratkilometer. Räknas de 27 avrinningsområdena uppströms in blir den ackumulerade arean 75,41 kvadratkilometer. Avrinningsområdets utflöde Furuhultsån (Seljeån) mynnar i havet. Avrinningsområdet består mestadels av skog (32 procent), öppen mark (23 procent) och jordbruk (25 procent). Avrinningsområdet har 0,5 kvadratkilometer vattenytor vilket ger det en sjöprocent på 17,8 procent.